# Дребезг контактов

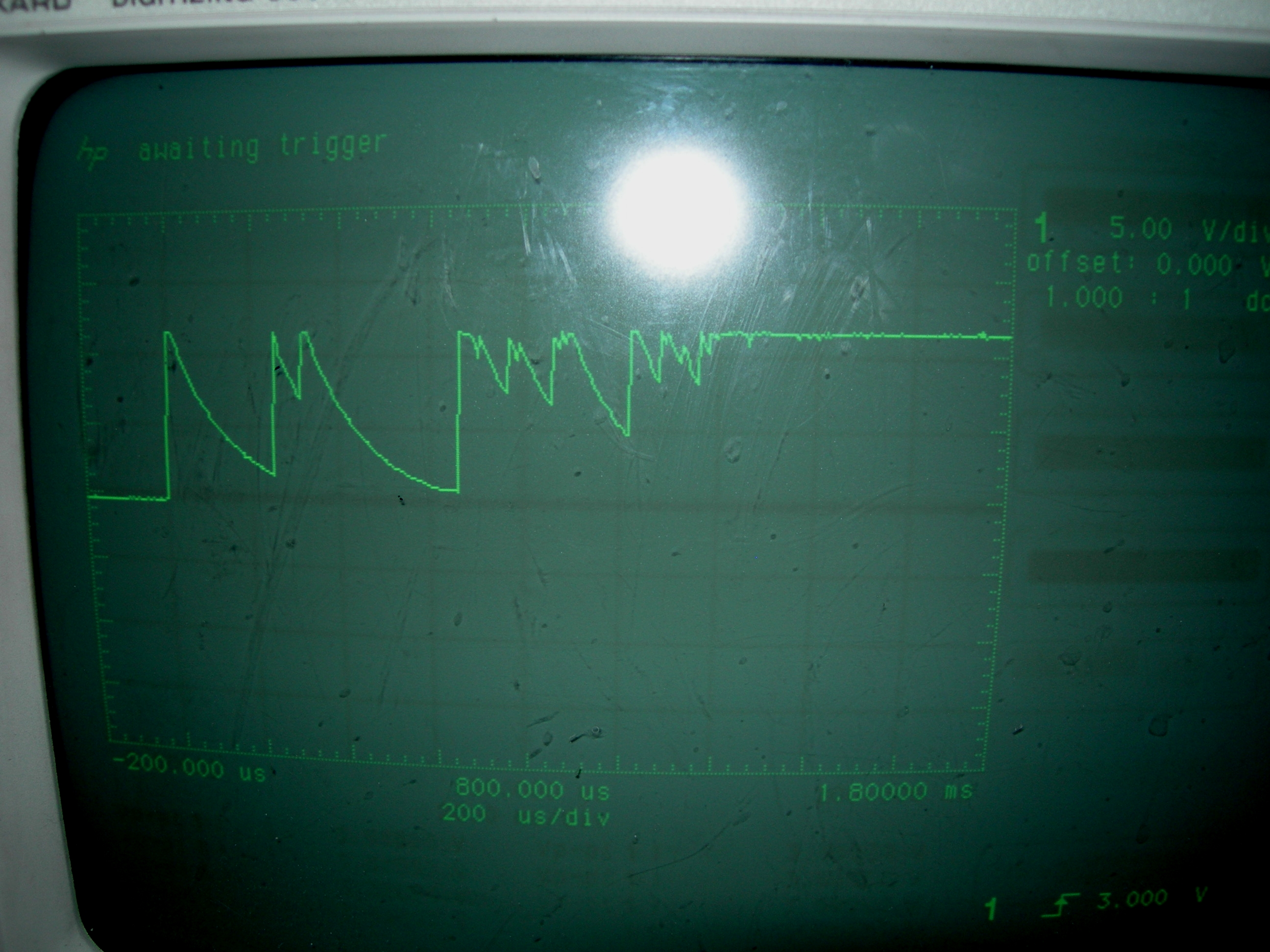
Рисунок 1. Осциллограмма напряжения в цепи при замыкании механического контакта. Нижний уровень напряжения на осциллограмме соответствует разомкнутому состоянию контактной пары. Высокий уровень — замкнутому. Затянутые фронты при размыканиях обусловлены паразитной входной электрической ёмкостью осциллографа и его кабеля.

Дре́безг конта́ктов — явление, происходящее в электромеханических коммутационных устройствах и аппаратах (кнопках, реле, герконах, переключателях, контакторах, магнитных пускателях и др.), длящееся некоторое время после замыкания электрических контактов. После замыкания происходят многократные неконтролируемые замыкания и размыкания контактов за счёт упругости материалов и деталей контактной системы — некоторое время контакты отскакивают друг от друга при соударениях, трении, размыкая и замыкая электрическую цепь.
В зависимости от размеров, массы, материала и конструкции контактной системы время дребезга (время от первого соприкосновения до затухания механических колебаний и установления стабильного контакта) составляет 0,5—2 мс у миниатюрных герконов и до сотен миллисекунд у мощных контакторов.
Дребезг наблюдается и при размыкании электромеханических контактов.

## Вредное влияние дребезга
Практически все механические кнопки, контакторы и переключатели в той или иной степени подвержены дребезгу.
Дребезг контактов почти всегда нежелателен в технических устройствах. Так, например, при коммутации мощных электрических цепей происходит многократное зажигание и гашение электрической дуги или искрение между контактами, что вызывает повышенный износ контактов.
Некоторые электронные компоненты, например электролитические конденсаторы, имеют ограниченный ресурс по количеству циклов перезаряда большими импульсными токами. Коммутация таких конденсаторов электромеханическими контактами может снижать срок их службы.
При использовании электромеханических контактов (например, кнопок) для управления электронными цифровыми устройствами необходимо учитывать вредное влияние дребезга. Дребезг не вызывает побочное нежелательное влияние на асинхронные входы цифровых устройств (например, входы установки триггеров, счетчиков, регистров сдвига в одно из начальных состояний), но совершенно неприемлемо непосредственное управление от механических контактов синхронных входов цифровых устройств (счетные входы триггеров, счётные входы счетчиков и др.), что неизбежно приведёт к сбоям кодов при работе таких устройств — случайное многократное изменение состояния счетчиков, регистров сдвига.

## Способы устранения нежелательного влияния дребезга

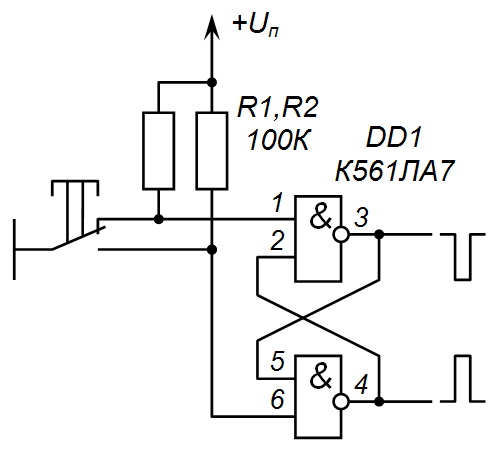
Рисунок 2. Одна из практических схем для устранения дребезга контактов в цифровых устройствах с помощью RS-триггера. Электромеханический контакт присоединён к асинхронным входам установки и сброса триггера. При нажатии или отпускании кнопки первое касание контакта переключает триггер, и последующий дребезг не влияет на его состояние. В качестве сигнала для управления цифровым устройством используются выходы триггера.

Дребезг принципиально невозможно устранить или снизить, не изменяя механическую конструкцию контактной системы. Некоторые типы контактных систем, например, ползункового типа (применяются в галетных переключателях, некоторых типах кнопок, к примеру, в переключателях типа П2К) практически не имеют дребезга.
Другой конструктивный способ исключения дребезга в слаботочных электромеханических ключах — применение смоченных ртутью контактных пар. В этих ключах электрическая цепь не разрывается во время «подпрыгивания» контактов при дребезге, так как при механическом размыкании твёрдых контактов между ними образуются перемычки из жидкой ртути.
В силовых выключателях, реле, для снижения коммутационного износа контактов часто применяют искрогасящие цепочки.

### Аппаратные способы исключения влияния дребезга
При управлении критичными к дребезгу входами цифровых устройств используют специальные электронные схемы (пример с триггером на рисунке 2) или другого типа: сигнал от контакта подаётся через ФНЧ (в простейшем случае — RC-цепочку) на электронную схему с передаточной статической характеристикой, имеющей петлю гистерезиса (например, триггер Шмитта), и уже выход этого устройства используют для тактирования цифрового устройства.

Рисунок 3. Фильтр защиты от дребезга контактов на инвертирующем триггере Шмитта и временны́е диаграммы его работы.
— Верхний порог переключения триггера.
— Нижний порог переключения триггера.
— Время затухания дребезга контактов кнопки.
— Напряжение на конденсаторе.
— Напряжение питания.
— Кнопка.

Вариант такого фильтра с инвертирующим триггером Шмитта и ФНЧ на его входе и кнопкой с только одним замыкающим контактом приведен на рисунке 3.
При ненажатой кнопке {\displaystyle SW} напряжение на конденсаторе {\displaystyle C} примерно равно напряжению питания, поэтому напряжение {\displaystyle U_{C}} на входе триггера превышает его верхний порог, и, так как триггер инвертирующий, на его выходе {\displaystyle U_{out}} будет низкое напряжение, близкое к напряжению «земли», или состояние логического «0».
При нажатии на кнопку конденсатор очень быстро разрядится до нулевого напряжения, на входе триггера напряжение станет ниже нижнего порога переключения {\displaystyle T_{L}} и на выходе триггера установится напряжения близкое к напряжению питания — состояние логической «1».
Постоянная времени {\displaystyle T=RC} {\displaystyle RC}-цепи выбрана заведомо больше времени успокоения дребезга {\displaystyle T_{B}}, поэтому конденсатор во время дребезга, когда цепь кнопки кратковременно размыкается, не успевает зарядиться до нижнего порога переключения триггера и на выходе триггера удерживается стабильное состояние логической «1».
После отпускания кнопки конденсатор через резистор постепенно заряжается, и при достижении напряжения на нём выше верхнего порога переключения триггера выход триггера переходит в состояние логического «0».

### Программные способы исключения влияния дребезга
В вычислительных, например, микропроцессорных системах подавление дребезга контактов обычно производят программным способом. При этом в качестве тактирующего сигнала используется не сам сигнал от контакта с дребезгом, а некоторая связанная с ним специально сформированная однобитная булевая переменная.
При программном формировании очищенного от дребезга контакта сигнала наибольшее распространение получили три из них:
1. Путём установки временной задержки — программа, обнаружив замкнутое состояния контакта, игнорирует его состояние на время, заведомо большее длительности дребезга, и спустя это время снова проверяет состояние контакта. Если после этого времени состояние контакта замкнутое, то соответствующая переменная меняет значение.
2. Методом подсчёта числа совпадающих значений сигнала замкнутости — программа многократно считывает состояние контакта, и, если последовало определённое количество подтверждений замкнутости в течение заданного промежутка времени (определяется экспериментально и выбирается в пределах от 10 до 100), контакт считается устойчиво замкнутым.
3. Методом подсчёта времени устойчивого состояния — программа в течение заданного времени многократно считывает состояние контакта. Если в течение заданного времени не обнаружено ни одного изменения состояния на противоположное, то контакт считается устойчиво замкнутым. В противном случае, если было обнаружено изменение состояния в течение заданного времени, то подсчёт времени прерывается (или продолжается, но с установкой флага или подсчётом количества изменений состояния для оценки физического состояния механических контактов) и контакт считается разомкнутым или с неустойчивым состоянием (если такая информация используется в программе).